# Julius Rietz

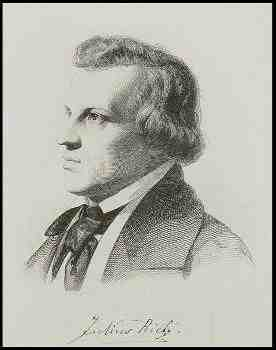
Julius Rietz.

August Wilhelm Julius Rietz, ursprungligen Ritz, född den 28 december 1812 i Berlin, död den 12 september 1877 i Dresden, var en tysk dirigent, kompositionslärare och tonsättare. Han var bror till Eduard Ritz.
Rietz studerade violoncell för Romberg och komposition för Zelter, blev vid 16 års ålder orkesterspelare, 1834 teaterkapellmästare i Düsseldorf och 1847 i Leipzig, övertog ledningen av Singakademie där samt blev 1848 Gades efterträdare som dirigent för gewandhauskonserterna och (efter Mendelssohn) kompositionslärare vid konservatoriet. 
År 1860 kallades han till hovkapellmästare i Dresden, där han strax efteråt även blev ledare av konservatoriet (till hans elever hörde svensken Ludvig Norman). Rietz blev 1859 hedersdoktor vid Leipzigs universitet, 1874 generalmusikdirektor och 1865 ledamot av Musikaliska akademien i Stockholm. Rietz kritiska förmåga gjorde sig gällande i reviderade editioner av arbeten av Bach, Händel, Mozart, Beethoven och Mendelssohn. 
Som tonsättare röjer han fullständig behärskning av medlen och i en del av sina kompositioner (Konzertouvertüre, Lustspielouvertüre, Symphonie in Es, Schillers Dithyrambe) även en viss kraft; i allmänhet ger han dock intryck av att vara osjälvständig efterliknare av Mendelssohn. Han skrev flera operor, musik till skådespel av Goethe, Calderón, Immermann och Tieck, mässor, motetter, manskörer, varjehanda instrumentalmusik och så vidare.